# Szuna (Kirovi terület)
Szuna (oroszul: Суна) városi jellegű település Oroszország Kirovi területén, a Szunai járás székhelye.		 
Lakossága: 2199 fő (a 2010. évi népszámláláskor).

## Fekvése
A Kirovi terület központi részén, Kirov területi székhelytől 77 km-re (vagy 92 km-re) délre, az azonos nevű folyóhoz közeli dombon terül el. A legközelebbi vasútállomás Kirovban van. A településen halad át a Kirov–Urzsum észak-déli irányú főút. 

## Története
1571-ben, a templom felépítésével egyidőben keletkezett, 1640-től a körzet egyik kolostorának birtokához tartozott. A 19–20. század fordulóján voloszty (alsó szintű közigazgatási egység) székhely volt, a faluban kórház, világi és egyházi iskola is működött. Az első világháború idején, 1915-ben fogoly „ausztriai” mesteremberek építették az iskola kétemeletes téglaépületét. 
1929-től harminc éven át volt a mezőgazdasági jellegű járás központja. 1959-ben a járást megszüntették, majd 1968-ban újra létrehozták. Szuna 1971-ben városi jellegű település lett. 